# Коротков, Фёдор Амосович
Фёдор Амосович Ко́ротков (1908 — 1988) — советский разработчик автоматических систем регулирования авиационных двигателей. Герой Социалистического Труда. Лауреат Ленинской премии.

## Биография
Родился 11 (24 июня) 1908 года в Москве. Окончил Московский индустриальный техникум, после чего работал сначала на машинно-испытательной станции, затем мастером в Институте сельскохозяйственного машиностроения. В 1934 году Коротков окончил Военную академию механизации и моторизации, после чего работал на заводе № 33 Наркомата тяжёлой промышленности СССР. С 1940 года работал Главным конструктором Московского агрегатного конструкторского бюро «Темп».
Под руководством и при непосредственном участии Короткова разрабатывались карбюраторы для самолётов, системы автоматического управления и питания топливом для реактивных и ракетных двигателей. На самолётах, оснащённых этими системами, советские лётчики установили более 100 советских и мировых рекордов.
Позднее ОКБ Короткова разрабатывало регуляторы и дозаторы для регуляции процессов перекачки на газо- и нефтепроводах. Помимо производственной деятельности, Коротков также написал большое количество научных работ и статей, защитил докторскую диссертацию.
В 1984 году он вышел на пенсию. Умер в 1988 году. Похоронен в Москве на Кунцевском кладбище.

## Награды и премии
- Герой Социалистического Труда (22 июля 1966 года) — за большие успехи в создании авиационной техники [1].
- пять орденов Ленина (16.09.1945; 06.12.1949; 12.07.1957; 22.07.1966; 11.10.1974
- орден Октябрьской Революции (26.04.1971)
- два ордена Трудового Красного Знамени (11.07.1943; 26.12.1984)
- медали[1]
- заслуженный деятель науки и техники РСФСР
- заслуженный работник авиационной промышленности РСФСР
- Ленинская премия (1957)
- Сталинская премия (1949)
- Сталинская премия второй степени (1951) — за работу в области машиностроения

## Память
В честь Короткова названо ОКБ, которое он возглавлял.